# Hinduizem
Hinduízem ali híndujstvo (सनातन धर्म; Sanātana Darma, približno trajna vera) splošno velja za najstarejšo glavno svetovno vero. Značilnost hinduizma je velika raznolikost verovanj izvajanj in svetih besedil. Religija izvira iz starodavne vedske kulture vsaj do leta 200 pr. n. št. Hinduizem je tretja najbolj razširjena vera s približno 1,05 milijarde vernikov, od katerih jih 96 % živi na Indijski podcelini. Duh hinduizma, ki ga ni navdihnila določena osebnost, je najbolje zaobjet v vrstici iz starodavne Rigvede, »najstarejšega religioznega svetega besedila na svetu.« (1):
Sanskrt: एकम् सत् विप्रा: बहुधा वदन्ति
Prepis: Ekam sat vipraaha bahudhaa vadanti
Prevod: »Resnica je ena sama, čeprav modreci govorijo o mnogih.«
— Rigveda (Knjiga I, Himna CLXIV, Kitica 46)
V bistvu bo vsako duhovno ravnanje, ki mu sledi vera, ljubezen in vztrajnost, pripeljalo do samouresničenja. Zato se hindujska misel razlikuje z močnim bodrenjem strpnosti za različna verovanja, ker si trenutni sistemi ne morejo lastiti izključnega razumevanja transcendentne resnice. Za hinduizem je bila ta zamisel tvorna sila pri določitvi 'večne Darme'. To je večno nespremenjena in samozadostna luč, izostrena in predirljiva, ki se ne ozira na kaos in tokove in vrtince okoli sebe.
Hinduizem je raznolik miselni sistem, za katerega so značilne številne filozofije in skupni koncepti, rituali, kozmološki sistemi, romarska mesta in skupni besedilni viri, ki med drugim razpravljajo o teologiji, metafiziki, mitologiji, vedski jajni, jogi, agamičnih ritualih in gradnji templjev.  Pomembne teme hindujskih verovanjih vključujejo štiri Puruṣārte, ustrezne cilje ali cilje človeškega življenja; in sicer Darma (etika. dolžnosti), Arta (blaginja. delo), kama (želje. strasti) in Mokša (osvoboditev. osvoboditev iz kroga smrti in ponovnega rojstva. odrešenja),   pa tudi karma. ukrepanje, namen in posledice) in saṃsāra (cikel smrti in ponovnega rojstva).   Hinduizem med drugim predpisuje večne dolžnosti, kot so poštenost, preprečevanje, škoditi živim bitjem (Ahiṃsā), potrpljenje, strpnost, samoomejevanje, vrlina in sočutje.  Hindujske prakse vključujejo rituale, kot so pudža (bogoslužje) in recitacije, džapa, meditacija djāna), družinsko usmerjeni obredi prehoda, letni festivali in občasna romanja. Nekateri hindujci skupaj izvajanjem različnih jog zapustijo svoj družbeni svet in materialno lastnino ter se odločijo za dosmrtno sanjaso (meništvo), da bi dosegli mokšo.
Hindujska besedila so razvrščena v Śruti ('slišano') in Smṛti ('spominjeno'), katerih glavni sveti spisi so Vede, Upanišade, Mahabarata, Ramajana, in Āgama.  Obstaja šest šol hindujske filozofije, ki priznavajo avtoriteto Ved: Sānkja, Joga, Njāja, Vajšešika, Mimāmsā in Vedānta. Čeprav Puranska kronologija navaja geneaologijo tisoč let od Vedskih rišijev dalje, strokovnjaki vidijo hinduizem kot združitev ali sintezo  brahmanske ortopraksije z različnimi indijskimi kulturami, različnih korenin in brez posebnega ustanovitelja. Ta hindujska sinteza se je pojavila po vedskem obdobju, med okoli leta 500 –200 pr. n. št. in okoli 300 n. št. obdobju druge urbanizacije in zgodnjega klasičnega obdobja hinduizma, ko so nastajali prvi epi. Hinduizem je zacvetel v srednjeveškem obdobju med upadanjem budizma v Indiji.  
Trenutno so štiri največje usmeritve hinduizma vajšnavizem, šaivizem, šaktizem in pametizem. Viri avtoritete in večne resnice v hindujskih besedilih igrajo pomembno vlogo, poleg močne hindujske tradicije dvomiti v avtoritete, kar pomaga poglobiti razumevanje teh resnic in tradicijo dalje razvijati. Hinduizem je najbolj razširjena vera v Indiji, Nepalu in na Mauritiusu. Veliko število hindujskih skupnosti je najti med drugim na Baliju, v Indoneziji, Karibih, Severni Ameriki, Evropi, Oceaniji, Afriki in drugih regijah.  Hinduizem je po islamu s 17-odstotno rastjo druga najhitreje rastoča vera na svetu.

## Etimologija
Beseda Hindū izhaja iz korena indoarijskega jezika sanskrta Sindhu, za katerega se verjame, da je ime reke Ind v severozahodnem delu indijske podceline.
Protoiranska glasovna sprememba *s > h se je zgodila med 850 in 600 pr. n. št., pravi Asko Parpola. Po Gavinu Floodu se »dejanski izraz Hindu prvič pojavlja kot perzijski geografski izraz za ljudi, ki so živeli onstran reke Ind (sanskrt: Sindhu)«, natančneje v napisu Dareja I. iz 6. stoletja pr. n. št. (550 –486 pr. n. št.). Izraz hindujski v teh starodavnih zapisih je geografski izraz in se ni nanašal na religijo. Thapar navaja, da besedo Hindu najdemo kot heptahindu v Avesti – enakovredno rigvedski sapta sindhu, medtem ko hndstn (izgovorjeno Hindustan) najdemo v sasanidskem napisu iz 3. stoletja našega štetja, ki se nanašata na dele severozahodne južne Azije. V arabskih besedilih se je al-Hind nanašal na deželo onkraj Inda in zato so bili vsi ljudje v tej deželi Hindujci. Ta arabski izraz je bil vzet iz predislamskega perzijskega izraza Hindu. Do 13. stoletja se je Hindustan pojavil kot priljubljeno alternativno ime Indije, kar pomeni 'dežela hindujcev'.
Med najzgodnejšimi znanimi zapisi o 'hindujstvu' s konotacijami vere so morda v kitajskem besedilu iz 7. stoletja Zapis o zahodnih regijah iz Šuanzanga, nekatera bengalska gaudiya vaišnavska besedila iz 16.–18. stoletja omenjajo hindujstvo in hindujsko darmo za razlikovanje od muslimanov, ne da bi te pojme pozitivno opredelili. V 18. stoletju so evropski trgovci in kolonisti privržence indijskih religij začeli imenovati skupaj kot Hindujci, kar je relativno nova gradnja. Izraz hinduizem je prvi uporabil Radža Ram Mohan Roj v letih 1816–17. Do leta 1840 so izraz hinduizem uporabljali tisti Indijci, ki so nasprotovali britanskemu kolonializmu in so se želeli razlikovati od muslimanov in kristjanov. Preden so Britanci začeli kategorizirati skupnosti strogo po veri, se Indijci na splošno niso opredeljevali izključno skozi svoja verska prepričanja; namesto tega so bile identitete v veliki meri segmentirane na podlagi kraja, jezika, varne, džāti, poklica in sekte.

## Prepričanja
Med pomembne teme hindujskih ver spadajo Darma (etika, dolžnosti), saṃsāra (brezkončni krog rojstva, življenja, smrti in ponovnega rojstva), karma (dejanje, namen in posledice), mokša (osvoboditev od saṃsāre ali tem življenju) in različne joge (poti ali prakse).

### Purušarte (cilji človeškega življenja)
Klasična hindujska misel sprejema štiri ustrezne namene ali cilje človeškega življenja, ki so znani kot Purušarte: darma, arta, kama in mokša.  

#### Darma (pravičnost, etika)
Darma velja za najpomembnejši cilj človeka v hinduizmu.Koncept darme vključuje vedenja, za katera velja, da so v skladu s rta, redom, ki omogoča življenje in vesolje,  in vključuje dolžnosti, pravice, zakone, vedenje, vrline in »pravi način življenja«. Hindujska darma so med drugim verske dolžnosti, moralne pravice in dolžnosti vsakega posameznika, pa tudi vedenje, ki omogoča družbeni red, pravilno in krepostno ponašanje. Darma je po Van Buitenenu[ tisto, kar morajo vsa obstoječa bitja sprejeti in spoštovati, da ohranijo harmonijo in red v svetu. To je, pravi Van Buitenen, zasledovanje in uresničevanje lastne narave in resničnega klica, s čimer igra svojo vlogo v kozmičnem koncertu. Brihadaranjaka Upanišad o tem pravi:
Nič ni višje kot je darma. Šibki premaga močnejšega z darmo, kot nad kraljem. Resnično, da je darma Resnica (Satja); Zato, ko človek govori Resnico, pravijo: "Govori darmo"; in če govori darmo, pravijo: "Govori Resnico!" Kajti oba sta eno.— Brihadaranjaka Upanišad, 1.4.xiv
V Mahabharati Krišna opiše darmo kot podporo zadevam tako tega kot onostranskega sveta (Mbh 12.110.11). Beseda Sanātana pomeni 'večno', 'trajno' ; Sanātana Darma torej pomeni, da darma nima ne začetka ne konca.

#### Arta (vsakdanji kruh, premoženje)
Arta je krepostni cilj in pehanje za premoženjem za preživetje, obveznosti in blaginjo. Vključuje politično življenje, diplomacijo in materialno blaginjo. Koncept arta vključuje vsa »življenjska sredstva«, dejavnosti in vire, ki posamezniku omogočajo, da je v stanju, v katerem si želi biti, bogastvo, kariera in finančna varnost. Primerno stremljenje po arti velja za pomemben cilj človeškega življenja v hinduizmu.

#### Kāma (čutni užitki)
Kāma (sanskrt, pali : काम) pomeni hrepenenje, željo, strast, hrepenenje in čutni užitek, estetski užitek življenja, naklonjenost in ljubezen, s spolnimi konotacijami ali brez njih . hinduizmu velja Kama za osrednji in zdravi cilj človeškega življenja, če se za njo ne žrtvuje Darme, Arte in Mokše. 
V sodobni indijski literaturi se kama pogosto uporablja za označevanje spolne želje, v starodavni indijski literaturi pa je kāma obsežna in vključuje vse vrste užitka in užitka, kot je užitek, ki izhaja iz umetnosti. Starodavni indijski ep Mahabharata opisuje kamo kot vsako prijetno in zaželeno izkušnjo, ki nastane zaradi interakcije enega ali več od petih čutov z vsem, kar je povezano s tem čutilom, ko je v skladu z drugimi cilji človeškega življenja (darma, arta in mokša).
V hinduizmu velja kama za bistven in zdrav cilj človekovega življenja, če se mu zasleduje brez žrtvovanja darme, arte in mokše.

#### Mokša (osvobojenje, sprostitev spon saṃsāre)
Mokša (sanskrt: मोक्ष mokṣa ali mukti (sanskrt: मुक्ति je končni, najpomembnejši cilj v hinduizmu.. Mokša je koncept, povezan z osvoboditvijo od žalosti, trpljenja in za mnoge teistične šole hinduizma, osvoboditev od samsare (ciklusa rojstva-ponovnega rojstva). Osvobojenje iz tega eshatološkega cikla zlasti teistične šole hinduizma imenujejo Mokša.    
Zaradi prepričanja v hinduizmu, da je Atman večen, in koncepta Puruše (kozmični jaz ali kozmična zavest), se lahko smrt obravnava kot nepomembna v primerjavi z večnim Atmanom ali Purušo.

##### Različni pogledi na naravo mokše
Pomen Mokše se med različnimi hindujskimi šolami razmišljanja razlikuje. Na primer, Advaita Vedanta meni, da človek, ko doseže Mokšo, pozna svojo "dušo, samega sebe" in je eno. Brahmanom in vsemi drugimi. vseh pogledih.. Privrženci šole Dvaita (dualistične). stanju Mokša prepoznavajo posamezne "duše, sebe same" kot ločene od Brahmana, vendar neskončno blizu in ob doživetju Mokše pričakujejo, da bodo večnost preživeli v loki (nebesih). Za teistične šole hinduizma je Mokša osvoboditev od saṃsāre, medtem ko je za druge šole, kot je monistična, Mokša. trenutnem življenju mogoča in predstavlja psihološki koncept.      Po mnenju Deutscha je Mokša transcendentalna zavest, popolno stanje bivanja, samouresničenja, svobode in "uresničenja celotnega vesolja kot Jaza ". . Mokša. teh šolah hinduizma, predlaga Klaus Klostermaier, pomeni sprostiti doslej zaklenjene sposobnosti, odstraniti ovire za neomejeno življenje, človeku omogočiti, da je resnično oseba v polnem pomenu besede; koncept predpostavlja neizkoriščen človeški potencial ustvarjalnosti, sočutja in razumevanja, ki se ga je zavrlo in izključilo. Mokša je več kot samo osvoboditi se krogotoka ponovnih rojstev in trpljenje (saṃsāra); Vedantična šola razlikuje dva dela: Jivanmukti (osvoboditev v tem življenju) in Videhamukti (osvoboditev po smrti). 

### Karma in saṃsāra
Karma je dobesedno 'dejanje', 'delo'  in se sklicuje tudi na vedsko teorijo »moralnega zakona vzroka in posledice«. Teorija je kombinacija (1) vzročnosti, ki je lahko etična ali neetična; (2) eticizacije, to je, da imajo dobra ali slaba dejanja posledice; in (3) ponovnega rojstva. Teorija karme se razume kot razlaga sedanjih okoliščin osebe glede na njena dejanja v preteklosti. Ta dejanja in njihove posledice se lahko dogodijo v človekovem trenutnem življenju ali po mnenju nekaterih šol hinduizma v preteklih življenjih. Ta krog rojstva, življenja, smrti in ponovnega rojstva se imenuje saṃsāra. Verjame se, da osvoboditi se saṃsare prek mokše zagotavlja trajno srečo in mir.   Hindujski spisi učijo, da je prihodnost tako posledica trenutnega človeškega prizadevanja, ki izhaja iz svobodne volje, kot preteklih človeških dejanj, ki določajo okoliščine.Pojem Boga
Hinduizem je raznolik miselni sistem z najrazličnejšimi prepričanji;   njegov koncept Boga je zapleten in odvisen od vsakega posameznika ter tradicije in filozofije, ki ji sledi. Včasih se imenuje henoteistični (tj. vključuje predanost enemu samemu bogu ob sprejemanju obstoja drugih), vendar je vsak tak izraz pretirano posploševanje.  

## Trenutna geografska razširjenost
Hinduizem je pomembna vera v Indiji. Hindujski veri pripada 79.8% prebivalstva - 1.21milijard (2011 štetje prebivalstva) Druge pomembne populacije so v Nepal (23 milijonov), Bangladeš (15 milijonov) in  indonezijski otok Bali (3.9 milijonov). Večina vietnamskega ljudstva Chami je hindujske vere, z največjim deležem v provinci  Ninh Thuận.